# Юг штата Рио-де-Жанейро (мезорегион)

Юг штата Рио-де-Жанейро на карте.

Юг штата Рио-де-Жанейро (порт. Mesorregião do Sul Fluminense) — административно-статистический мезорегион в Бразилии, входит в штат Рио-де-Жанейро. Население составляет 1 062 237 человек (на 2010 год). Площадь — 7938,213 км². Плотность населения — 133,81 чел./км².

## Демография
Согласно сведениям, собранным в ходе переписи 2010 г. Национальным институтом географии и статистики (IBGE), население мезорегиона составляет:
| Полное население                            | Полное население                            | Полное население                            | Полное население                            | 1 062 237 |
| ------------------------------------------- | ------------------------------------------- | ------------------------------------------- | ------------------------------------------- | --------- |
| в том числе:                                | Городское население                         | 1 008 684                                   | Процент городского населения, %             | 94,96     |
|                                             | Сельское население                          | 53 553                                      | Процент сельского населения, %              | 5,04      |
|                                             | Мужское население                           | 515 837                                     | Процент мужского населения, %               | 48,56     |
|                                             | Женское население                           | 546 400                                     | Процент женского населения, %               | 51,44     |
| Плотность населения, чел/км²                | Плотность населения, чел/км²                | Плотность населения, чел/км²                | Плотность населения, чел/км²                | 133,81    |
| Население мезорегиона в % к населению штата | Население мезорегиона в % к населению штата | Население мезорегиона в % к населению штата | Население мезорегиона в % к населению штата | 6,64      |

## Статистика
- Валовой внутренний продукт на 2003 год составляет 17 259 001 338,00 реалов (данные: Бразильский институт географии и статистики).
- Валовой внутренний продукт на душу населения на 2003 год составляет 17 568,97 реалов (данные: Бразильский институт географии и статистики).

## Состав мезорегиона
В мезорегион входят следующие микрорегионы:
1. Баиа-да-Илья-Гранди
2. Барра-ду-Пираи
3. Вали-ду-Параиба-Флуминенси